# Валмађоре (Верчели)
Валмађоре је насеље у Италији у округу Верчели, региону Пијемонт.
Према процени из 2011. у насељу је живело 153 становника. Насеље се налази на надморској висини од 585 м.